# Leopold Friedrich Günther von Goeckingk
Leopold Friedrich Günther von Goeckingk (eller Göckingk), född den 13 juli 1748 nära Halberstadt, död den 18 februari 1828 i Schlesien, var en tysk skald. 
Goeckingk bedrev juridiska och kamerala studier i Halle och beklädde sedan flera höga poster i förvaltningen inom olika tyska riken. Hans diktsamlingar, Sinngedichte (1772; 2:a upplagan 1778), Lieder zweier Liebenden (1777; 3:e upplagan 1819), hans mest populära, och Gedichte (1779–1782; 3:e upplagan 1821) tillhör snarare Wielands skola än Göttingerbunds, trots att hans personliga förbindelser förde honom tillsammans med Bürger, Voss med flera och Goeckingk flera år deltog i utgivandet av "Musenalmanach". Hans epistlar erinrar om Gleims och Klamer Schmidts. Bland Goeckingks övriga arbeten kan nämnas Prosaische Schriften (1784), Nicolais Leben und litterarischer Nachlass (1820) och en upplaga av Ramlers poetiska verk (2 band, 1800). Jakob Minor presenterade ett urval med biografi i Kürschners "Deutscher nationallitteratur".